# 紊蒿
紊蒿（学名：Stilpnolepis intricatum）为菊属百花蒿属的植物。分布于蒙古以及中国大陆的新疆、甘肃、青海、内蒙古、宁夏等地，生长于海拔2,200米的地区，多生长于荒漠及草原，目前尚未由人工引种栽培。

## 别名
干博尔-图柳格（内蒙古）

## 异名
- Elachanthemum intricatum (Franch.) Ling et Y. R. Ling var. macrocephalum H. C. Fu